# Nachal Avrona
Nachal Avrona též Nachal Evrona (hebrejsky נחל עברונה) je vádí v jižním Izraeli, v pohoří Harej Ejlat.
Začíná v hornaté krajině skalního pásu Cukej Avrona severně od hory Giv'at Amram v nadmořské výšce okolo 300 metrů, cca 13 kilometrů severně od města Ejlat a cca 5 kilometrů jihozápadně od vesnice Be'er Ora. Vádí pak směřuje k východu rychle se zahlubujícím skalnatým kaňonem a míjí seismologickou stanici. V dalším úseku vstupuje jižně od vrchu Giv'at Nicoc do širšího údolí, které je již součástí příkopové propadliny vádí al-Araba. Zde zleva přijímá vádí Nachal Nicoc (podle jiného mapového podkladu ovšem Nachal Nicoc vede dál paralelně v samostatném korytu) a vede dál k východu k silnici číslo 90, kde pak poblíž hranice s Jordánskem ústí do sběrného vodního kanálu, jenž odvádí zdejší sezónní vodní toky směrem k jihu, do Rudého moře.
V prosinci 2014 došlo v přírodní rezervaci Nachal Avrona k masivnímu úniku surové ropy z Transizraelského ropovodu. Zástupci ministerstva životního prostředí to označili za jednu z největších ekologických katastrof v dějinách státu Izrael, jejíž odstraňování potrvá měsíce, ne-li roky. Vádím Nachal Avrona tekl po havárii sedm kilometrů dlouhý proud ropy.